# Miolles
Miolles är en kommun i departementet Tarn i regionen Occitanien i södra Frankrike. Kommunen ligger i kantonen Alban som tillhör arrondissementet Albi. År 2022 hade Miolles 107 invånare.

## Befolkningsutveckling
Antalet invånare i kommunen Miolles
| Referens: INSEE |